# Cuvette-Ouest
Cuvette-Ouest is een departement in het westen van het Afrikaanse land Congo-Brazzaville. De regio meet een kleine 29.000 vierkante
kilometer en heeft ruim 57.000 inwonersberekening 2007. De hoofdstad van het departement is Ewo. Voor 2002 en de herindeling van het land in departementen werd het land ingedeeld in regio's. Cuvette-Ouest was een van de regio's en werd een van de departementen. De regio werd oorspronkelijk gecreëerd op 18 februari 1995 op welke datum ze werd afgesplitst van de regio Cuvette.
In het noorden van het departement bevindt zich het Nationaal park Odzala-Kokoua.

## Grenzen
Het departement Cuvette-Ouest grenst aan twee provincies van buurland Gabon:
- Ogooué-Ivindo in het noordelijke westen.
- Haut-Ogooué in het zuidelijke westen.

En verder aan twee andere departementen van Congo-Brazzaville:
- Sangha in het noorden en het noordoosten.
- Cuvette in het oosten en het zuidoosten.

## Districten
Het departement is onderverdeeld in zes districten:
- Etoumbi
- Ewo
- Kéllé

- Mbama
- Mbomo
- Okoyo

Bouenza · Cuvette · Brazzaville · Cuvette-Ouest · Kouilou · Lékoumou · Likouala · Niari · Plateaux · Pointe-Noire · Pool · Sangha